# Diafanoskopia gałki ocznej
Diafanoskopia gałki ocznej – to badanie okulistyczne, polegające na prześwietleniu diafanoskopem gałki ocznej. Badany przebywa w ciemni i diafanoskop zostaje przystawiony do twardówki. Światło, które emituje diafanoskop, prześwietla gałkę oczną, jeśli nie ma przeszkody (np. guz, ciało obce) pojawia się jednolity różowy refleks ze źrenicy. W przypadku istnienia przeszkody - pojawiają się ubytki refleksu. Diafanoskop przystawia się w różnych punktach gałki ocznej.
Odmianą diafanoskopii, jest diafanoskopia poprzezźrenicza, w której diafanoskop przystawia się do gałki ocznej na rogówkę i kieruje się światło poprzez źrenicę do wnętrza gałki ocznej. W warunkach prawidłowych uzyskuje się jednolite rozjaśnienie twardówki.
Oba badania wykonuje się po znieczuleniu gałki ocznej.